# Ngomedzap
Ngomedzap es una comuna camerunesa perteneciente al departamento de Nyong-et-So'o de la región del Centro.
En 2005 tiene 17 169 habitantes, de los que 2150 viven en la capital comunal homónima.
Se ubica sobre la carretera P8, unos 50 km al suroeste de la capital nacional Yaundé.

## Localidades
Comprende, además de la ciudad de Ngomedzap, las siguientes localidades:
- Abang-Akongo
- Abang-Betsenga
- Abod-Mveng
- Adzap
- Akak
- Akok
- Akongo I
- Akongo II
- Akongo III
- Angonfeme
- Assie
- Assok
- Ayene
- Ebaminal
- Ekoudbessanda
- Ekoudendi
- Ekoumeyeck
- Kama
- Koumassi I
- Koumassi II
- Lepse
- Loum
- Mbebewa
- Mbeng I
- Mbeng II
- Melen
- Mengueme Nord
- Metomba
- Meva Mebot
- Ndicka
- Ngomedzap Village
- Ngoulngal
- Nkoabe
- Nkoambe
- Nkolbewa I
- Nkolbewa II
- Nkolbewa III
- Nkolkoumou
- Nkolmeyang
- Nkolngock
- Nkong-Nnen I
- Nkong-Nnen II
- Nkoulngoui
- Nnom Nnam
- Nsimalen
- Nyengue
- Ossoe-Bemva
- Ossoe-Bekada
- Ossoe-Bikobo
- Ossoe-Mekeneng
- Ossoe-Ngah
- Tiga